# Kat Onoma
Kat Onoma est un groupe de musique expérimentale français, originaire de Strasbourg, dans le Bas-Rhin. Actif entre 1980 et 2004, le groupe mêlait rock et influences jazz.

## Biographie
Le groupe se forme en 1980 à Strasbourg sous le nom de Dernière Bande, quand Rodolphe Burger et Pascal Benoit, deux amis d'enfance, rejoignent Philippe Poirier et Guy Bickel. Ensemble, ils écument les scènes alsaciennes pendant 5 ans. En 1986, lorsque la formation est complétée par Pierre Keyline, le groupe prend le nom de Kat Onoma, qui signifie en grec « comme son nom l'indique ». Ils enregistrent alors un premier EP 4 titres à Bruxelles. Leur premier album Cupid, sorti en 1988, reçoit un très bon accueil de la critique. Après Stock Phrases en 1990, le 3e album, Billy the Kid, sorti en 1993, est un hommage au poète américain Jack Spicer. Toujours accueilli favorablement par la presse, le groupe vend pourtant peu de disques. Qui plus est, ils ont une étiquette de groupe intellectuel, d'ailleurs assumée par le chanteur, ancien prof de philo.
Pour la sortie de Far from the Pictures en 1995, Kat Onoma se produit à l'Olympia et dans les festivals. Ils reçoivent le Bus d'Acier du « meilleur groupe rock » l'année suivante, et en profitent pour sortir un album live. En 1998, Rodolphe Burger sort son second album solo tandis que Pascal Benoit et Philippe Poirier proposent Qui donne les coups. Le nouveau disque du groupe, simplement intitulé Kat Onoma, paraît en 2001. Après une dernière tournée, les musiciens du groupe se quittent à nouveau. Leur séparation officielle est annoncée en 2004.
La musique de Kat Onoma, entre rock 'n' roll, post-punk et climats obsédants, est particulièrement influencée par le Velvet Underground, mais aussi les Troggs, Leonard Cohen ou John Coltrane. Elle repose sur des ambiances généralement sombres et lancinantes dominées par la voix grave et la guitare reconnaissable de Rodolphe Burger, accompagnées de cuivres — la trompette de Guy « Bix » Bickel et le saxophone de Philippe Poirier, également guitariste —, de la basse de Pierre Keyline et de la batterie de Pascal Benoit. Les textes du groupe sont dus, pour la plupart, à des amis écrivains tels que Pierre Alferi et Olivier Cadiot, mais il arrive à Kat Onoma de mettre en musique des textes de William Shakespeare, Samuel Beckett ou Jack Spicer, entre autres. Ce parti pris musical, parfois jugé élitiste par la presse spécialisée, a certes valu à Kat Onoma certaines excellentes critiques mais ne lui a guère permis de récolter les suffrages du grand public.
Le trompettiste Guy « Bix » Bickel meurt le 18 avril 2014. L'année suivante, en 2015, Rodolphe Burger et Philippe Poirier sortent un album de reprises du groupe, Play Kat Onoma, en hommage à Jack Spicer.

## Membres
- Rodolphe Burger — chant, guitare, claviers
- Philippe Poirier — saxophone, guitare, contrebasse
- Guy « Bix » Bickel — trompette
- Pascal Benoit — percussions
- Pierre Keyline — basse

## Discographie

### Albums studio
- 1988 : Cupid
- 1990 : Stock Phrases
- 1992 : Billy the Kid
- 1995 : Far from the Pictures
- 2001 : Kat Onoma

### Albums live
- 1994 : Live à Colmar (2 et 3 décembre)
- 1997 : Happy Birthday Public (double cd live, décembre 96 au Garage et janvier 97 au Pigall's)
- 2002 : Live à la Chapelle

### EP
- 1992 : The Radio - Remix (remix : Arthur Baker - production exécutive : Philippe Poustis)
- 1993 : Post-scriptum to Billy The Kid
- 2001 : Family Dingo and More...

### Compilations
- 2004 : All the Best from Kat Onoma